# Mecynoecia clavaeformis
Mecynoecia clavaeformis is een mosdiertjessoort uit de familie van de Entalophoridae. De wetenschappelijke naam van de soort is voor het eerst geldig gepubliceerd in 1875 door Busk.